# 北大路ゆき
北大路 ゆき（きたおおじ ゆき）は、日本の女性声優。
2015年より活動。主にアダルトゲームの登場人物を演じている。2018年発売の『雲上のフェアリーテイル』で初めて主要人物（常盤木雪）の役を担当した。

## 人物
北大路本人が2023年にアダルトゲーム雑誌『BugBug』とのインタビューで語ったところによると、もともと幼少期から漫画やアニメが好きで、声優という存在を知って興味を持ったことがきっかけだという。北大路はインタビューの中で、元々自分の声をインターネットに投稿することはしていたものの、人見知りで趣味の合う者たちとオタク趣味の話をしていたと振り返っている。また、地元に劇団はあったものの、自分のやりたいことができる場所ではないと感じており、高校卒業後に声優を目指して上京したと北大路は明かしている。北大路はもともとアダルトゲームの存在を知っており、いつかはとも考えていた。
声優の勉強を始めてから約1年後の2015年、『PRIMAL×HEARTS2』（ま〜まれぇど）のモブキャラクター役でデビューを果たした。北大路はセリフ数が2、3程度だったとはいえ非常にうれしくて何度も練習して収録に臨み、緊張もしたと振り返っている。
2017年までの間はモブキャラクターやサブキャラクターへの出演が多かった。うち、2017年にSMEEから発売された『Making＊Lovers』に登場する結城 朱里について、北大路はヒロインでは不可能な立ち回りで物語を進める役だったため、打診された際は不安だったが、開き直り自分の中でも何かが吹っ切れたとインタビューの中で話しており、当時の自分にとって大事なことだったと2023年のインタビューの中で振り返っている。一方、同作のディレクターの一人である宅本うとは2021年の「げっちゅブログ」の記事に寄せたコメントの中で、北大路の演技が異彩を放っており、もう一人のディレクターである早瀬ゆうと2人でいつか北大路をメインヒロイン役に採用したいと話していたことを明らかにしている。
2018年には、『雲上のフェアリーテイル』（COSMIC CUTE）の常盤木 雪役にて、初めてヒロインを演じた。北大路は2023年のインタビューの中で、オーディションではなく誰かの推薦だったことを明かしており、当時は2000語におよぶ収録の経験がなく不安だった一方、自分が演じてよいといううれしさもあり、自分の中で最もかわいい雪を世に送ろうという気持ちがあったと振り返っている。2020年に発売された『推しのラブより恋のラブ』（SukeraSomero）は、北大路のファンが増えるきっかけになった作品となり、同作の収録前後からオファーが増えたり、発売後にツイッターのフォロワー数が増えたと北大路は振り返っている。女性間の同性愛を描いた同作について、北大路は基本的な仕事の取り組み方はほかの作品と変わらないとしつつも、恋愛の相手に音声が入るゲームは同作が初めてだったため、相手の反応を考慮しながら収録したと話している。

## 出演
太字は主役・メインキャラクター。

### アダルトゲーム
2015年
- PRIMAL×HEARTS2（モブ)

2016年
- 魔性眼鏡
- Amenity's Life（モブ）

2017年
- フルキス
- ピュアソングガーデン!
- お家に帰るまでがましまろです
- Making*Lovers（結城 朱里）
- 想いを捧げる乙女のメロディー 〜あふれる想いを調べにのせて〜（沙都美）
  - 想いを捧げる乙女のメロディー（沙都美）※本編同梱版、音声追加パッチに出演

2018年
- 処女はお姉さまに恋してる 3つのきら星（藪内 明日香、堀川 香苗）
- メルキス
- 雲上のフェアリーテイル（常盤木 雪）
- RIDDLE JOKER
- Making*Lovers 激イチャアフターストーリー Vol.02 レイナ、ましろ（結城 朱里）

2019年
- さくらいろ、舞うころに（佐々木 佐和）
- アオナツライン（マユ、他）
- Missing-X-Link 〜天のゆりかご、伽の花〜
- ガールズ・ブック・メイカー -幸せのリブレット-
- 千の刃濤、桃花染の皇姫 -花あかり-
- あざスミ -あざとくてスミに置けない彼女-（麻布 真澄）

2020年
- HaremKingdom -ハーレムキングダム-（光）
- 推しのラブより恋のラブ（古館 恋）
  - 18禁アペンドパッチ（古館 恋）

- 放課後シンデレラ（宇佐川 雪子）
- HaremじゃないよKingdom 光&ソフィーヤ&キキ 編（光）
- アインシュタインより愛を込めて（シグマ）
- 紅月ゆれる恋あかり（十部 梨々夢）
- 終ノ空 remake（音無 彩名）

2021年
- 同級生リメイク（仁科 くるみ）
- ユキイロサイン（スヴェトラーナ・グルチェンコ）
- 源平繚乱絵巻 -GIKEI-（平敦盛）
- 我が姫君に栄冠を
- フユキス（天里 美冬）
- 俺の恋天使がポンコツすぎてコワ～い。（乾 依鈴）
- 推しのラブより恋のラブ 〜ラブ・オア・ダイ〜（古館 恋）
- 星の乙女と六華の姉妹 (夕化粧 彩女）

2022年
- 1/1彼氏彼女（泉 多恵子）
- アンレス・テルミナリア（御厨 恋）
- 戦国†恋姫EX壱～奥州の独眼竜編～（佐竹 鳳蝶 義重）
- 間宮摩美は癒やしてあげたい（間宮 摩美）
- エヴァーメイデン ～堕落の園の乙女たち～（キャナリー）
- 乙女とふれあう、ひとつ屋根の下（御津宮 深織）
- マガツバライ X-rated（烏丸 しおん）
- 2045、月より。（エル）
- 友莉と真凜は癒やしてあげたい（間宮 摩美）
- ホームメイドスイートピー（鳳仙 栞）
- Role Player:とろろ姉妹の粘膜ポトレ ぐりぐちゃLIVE!（山掛 咲奈）
- ガールズフランティッククラン（識木 ライラ）
- FLIP＊FLOP 〜INNOCENCE OVERCLOCK〜（イオ）

2023年
- サクラノ刻 -櫻の森の下を歩む-（恩田 寧）
- FLIP＊FLOP 〜RAMBLING OVERRUN〜（イオ）
- 夕凪荘のS級の彼女たち2（黒峰 藍）

2024年
- セレクトオブリージュ（一ノ瀬 七）
- シークレットラブ(仮)（桃内 楓）
- 戦国†恋姫BRAVE壱〜四国の鬼若子、長曾我部編〜（佐竹 鳳蝶 義重）

2025年
- シークレットラブ（仮）純愛アフターストーリー（桃内 楓）
- 終ノ空remake -2025ver-（音無彩名）

#### 同人ゲーム
- サキュせかTE 〜誘惑に負けないで:サキュバスに管理された世界で〜(ソウテン、ソウキュウ)

### アプリ
- うんてい時計（2018年、常盤木 雪）
- メルヘンノクターン（2018年、エトワル[37]、ヘロイーズ[38]、クオーリ[39]）
- アートワール 魔法学園の乙女たち（2019年、ウル[40]）
- ぼくらの放課後戦争（2019年、クルル[41]）
- Alice Re:Code（2019年、ファスルウ[42]）
- 星彩のアステルマキナ（開発中止[43]、アルデラミン[44]、ミラ[45]、ディフダ[46]）
- オトギフロンティア（2021年、ブルータス[47]、ヤシャ[48]）
- ミナシゴノシゴト（2021年、ヨモツヒラサカ[49]）
- あいりすミスティリア!〜少女のつむぐ夢の秘跡〜（2022年、アリン・フォン・ハイルブロン[50]）

### コンシューマーゲーム
- Making*Lovers（2019年、結城 朱里）
- マガツバライ（2022年、烏丸 しおん）
- 紅月ゆれる恋あかり（2023年、十部 梨々夢）
- 雲上のフェアリーテイル（2023年、常磐木 雪）
- 同級生リメイクCSver（2024年、仁科 くるみ）

### オーディオドラマ
- ダキカノ 6thシーズン Vol.3（2022年、向坂 みなも[51]）

#### ドラマCD
- 推しのラブより恋のラブ あくると恋の交換日記（2021年、古館 恋[52]）

### インターネットラジオ
- 『推しのラブより恋のラブ』Presents 押してダメならもっと推せ! Radio（2020年 -、ニコニコ生放送、YouTube）- パーソナリティー（猫村ゆきと）[53]
- 電脳妄想開発室（2021年 -、第568・594・626・635・657回ゲストパーソナリティー）
- 榊原ゆいと北大路ゆきの戦国†恋姫・ラジオの陣！[54]（2023年 -、YouTube）- パーソナリティー（榊原ゆいと）

#### ラジオCD
- ラジオCD「ほめられてのびるらじおZ」 Vol.28（2017年、録りおろし番組ゲスト）
- 榊原ゆいと北大路ゆきの戦国†恋姫ラジオの陣！vol.1 (2024年8月30日)
- 榊原ゆいと北大路ゆきの戦国†恋姫ラジオの陣！vol.2 (2024年12月27日)

## ディスコグラフィ

### アルバム
| 発売日        | タイトル                                     | 楽曲                   | タイアップ                                          |
| ------------- | -------------------------------------------- | ---------------------- | --------------------------------------------------- |
| 2023年2月24日 | SMEE Vocal Cover Collection Vol.6 北大路ゆき | 「Girls' Carnival」    | PCゲーム『Making*Lovers』主題歌                     |
| 2023年2月24日 | SMEE Vocal Cover Collection Vol.6 北大路ゆき | 「ultimate breaKING」  | PCゲーム『HaremKingdom -ハーレムキングダム-』主題歌 |
| 2023年2月24日 | SMEE Vocal Cover Collection Vol.6 北大路ゆき | 「暁のLeaf Boat」      | PCゲーム『HaremKingdom -ハーレムキングダム-』主題歌 |
| 2023年2月24日 | SMEE Vocal Cover Collection Vol.6 北大路ゆき | 「それが恋になった日」 | PCゲーム『1/1彼氏彼女』主題歌                       |
| 2023年2月24日 | SMEE Vocal Cover Collection Vol.6 北大路ゆき | 「Hello, SkyHigh」     | PCゲーム『1/1彼氏彼女』主題歌                       |

### キャラクターソング
※太字は北大路ゆきの役名。
| 発売日        | タイトル                                          | 名義                           | 楽曲                    | タイアップ                                                  |
| ------------- | ------------------------------------------------- | ------------------------------ | ----------------------- | ----------------------------------------------------------- |
| 2020年8月28日 | 推しのラブより恋のラブ オリジナルサウンドトラック | 古館恋                         | 「Love Emotion!」恋ver. | PCゲーム『推しのラブより恋のラブ』主題歌                    |
| 2021年7月30日 | 推しのラブより恋のラブ 〜ラブ・オア・ダイ〜       | 速星あくる（猫村ゆき）、古館恋 | 「Step by Step」        | PCゲーム『推しのラブより恋のラブ 〜ラブ・オア・ダイ〜』ED曲 |